# Газоносность грунтов
Газоносность грунтов - общее количество газов, содержащихся в единице массы или объема грунта в данных условиях. Один из основных количественных показателей содержания газов в грунтах.

## Показатели
Выделяют два показателя: объемную и массовую газоносность.
Объемная газоносность (Гv) характеризует общее содержание свободных и адсорбированных газов в единице объема грунта (V) и численно равна объему газа, содержащемуся в 1 см3 грунта при данных условиях (давлении): Гv = Vг/ V, где Vг - объем газа, содержащегося в грунте; V - объем грунта. Величина Гv измеряется в см3/см3 или м3/м3. 
Массовая газоносность (Гm) характеризует общее содержание свободных и адсорбированных газов в единице массы грунта (m) и численно равна объему газа, содержащемуся в 1 г грунта при данных условиях (давлении): Гm = Vг/ m, где Vг - объем газа, содержащегося в грунте; m - масса грунта. Величина Гm измеряется в см3/г или м3/т.
Газосодержание грунта (Г) характеризует относительный объем газа, содержащийся в порах грунта. Оно численно равно отношению объема газа в порах грунта к объему всего грунта: Г = (Vг/V).100, где Vг - объем газа в порах грунта; V - объем грунта. Величина Г измеряется в %, она зависит от влажности и меняется в пределах от 0 (при отсутствии газов и полном водонасыщении) до величины, соответствующей пористости данного грунта (при полном заполнении пор воздухом). 
Величина максимального газосодержания данного грунта, соответствующая его пористости и определяемая при полном заполнении всех пор газом (отсутствии влаги), называется воздухоемкостью грунта (В) и измеряется, как и пористость, в %. Численно величина воздухоемкости равна пористости грунта.

## Факторы газоносности
Газоносность зависит от многих факторов, пористости и сорбционной способности грунта, его влажности, а также от вида газа, от термодинамических условий: внешнего давления, температуры и др.